# Hospital de Sant Jaume i Santa Magdalena
L'Hospital de Sant Jaume i Santa Magdalena és un hospital del municipi de Mataró (Maresme). L'edifici forma part de l'Inventari del Patrimoni Arquitectònic de Catalunya.

## Descripció
Edifici de tres plantes, senzill, de parets arrebossades. Adossada i fent cantonada amb el carrer de Pelegrí es troba l'església, de façana barroca. Malgrat l'austeritat de l'estil de l'hospital, fet no gens estrany en els edificis públics de beneficència regentats per ordes religiosos, ressalta la porta neoclàssica que no és menys senzilla però que resulta ser l'únic element decoratiu del conjunt arquitectònic.

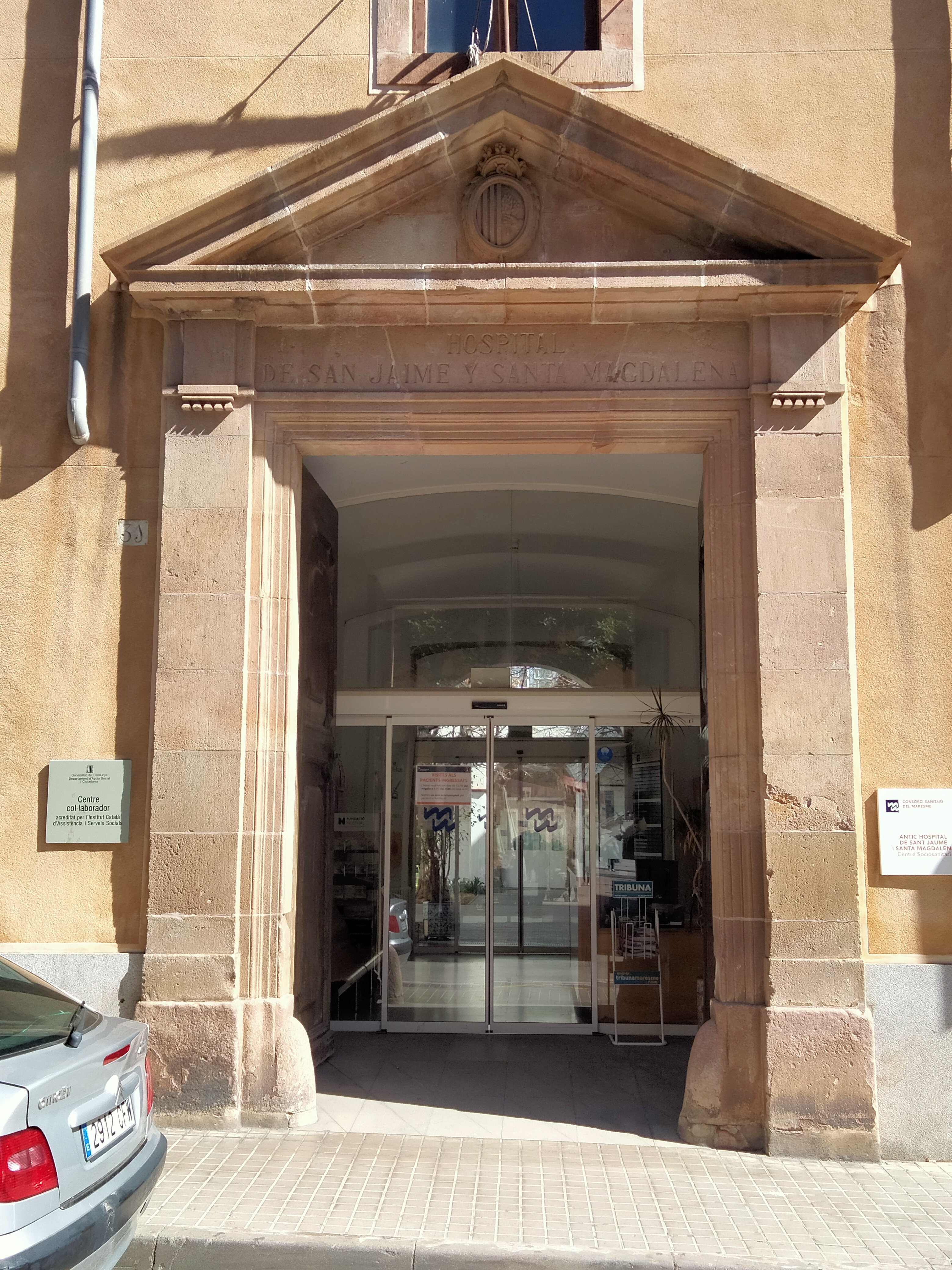
Portal neoclàssic

A l'interior, totalment reformat, es veu el pati en forma de claustre, de planta i pis d'arcades i un segon pis de finestretes. Els arcs del primer pis són coberts per vidres de colors. Al pati hi ha la porta d'accés a l'església de Sant Jaume, oberta tot el dia i amb gran quantitat d'exvots.
A l'església podem trobar la Imatge de Sant Jaume, del segle XVIII-XIX.

## Història

### Origen
L'any 1644 el prevere mataroní Jaume Sala i Pasqual instituí a favor del referit hospital un llegat consistent en unes cases situades al Pou d'Avall, avui carrer de l'Hospital, per a dedicar-les a hospital sota l'advocació del seu patró, Sant Jaume, però amb la condició que si hom resolia traslladar-hi l'hospital de Santa Magdalena, primer centre hospitalari de la ciutat, situat on avui hi ha la casa de la Vila, havia de prendre la doble advocació dels sants. A finals del segle xvii ja hi ha establert un primitiu hospital que posseïa una petita capella dedicada a Sant Jaume. L'edifici actual de l'església fou inaugurat l'any 1747.
L'Hospital de Sant Jaume i Santa Magdalena, de Mataró, existeix gràcies a mossèn Jaume Sala i Pasqual, prevere natural de Mataró (1576-1644) que deixà escrit al seu testament que al morir deixava els seus bens per a la construcció d'un nou hospital al carrer Pou d'Avall (actual carrer de l'Hospital) –fora muralles– que marcaria un abans i un després pel que fa a l'atenció sanitària de Mataró. La construcció d'una primitiva capella de Sant Jaume fou inaugurada el 25 de juliol de 1646 i les obres primeres del nou hospital s'acabaren pel juny del 1647. El patró era la Universitat de Mataró és a dir l'Ajuntament que era qui nomenava els administradors. La parròquia de Santa Maria de Mataró, per la seva part, elegia els sacerdots de la institució.

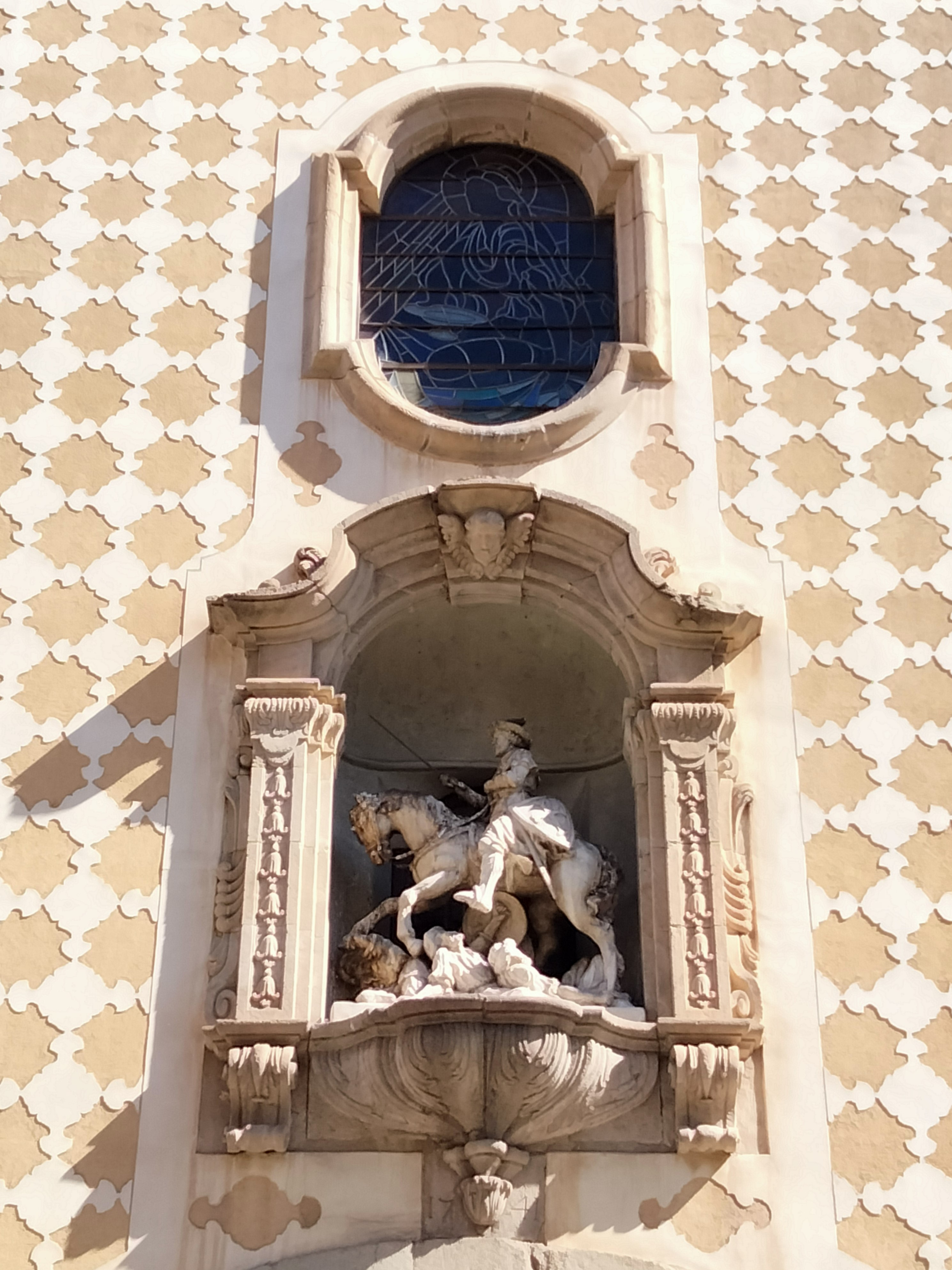
Òcul i fornícula amb la imatge de Sant Jaume, a la façana de l'església

A l'any 1712 fou posada la primera pedra per a la construcció de la nova església en honor de Sant Jaume i l'Ajuntament concedí als administradors del nou Hospital l'extracció de pedra que fes falta de la pedrera municipal «per a la fàbrica del nou edifici». El dia 23 de juliol de l'any 1747 era solemnement inaugurat el nou temple ubicat a la cantonada del carrer Sant Pelegrí (Camí de Sant Simó, aleshores) i el del Pou d'Avall.
Es cuidaven dels malalts un reduït equip mèdic i uns Germans de la Caritat i unes Germanes (anomenades Darderes, fundades per Francesc Darder, un cirurgià de Sant Feliu de Guíxols). Les Germanes de la Caritat de l'Hospital de la Santa Creu de Barcelona se’n farien càrrec l'any 1803 amb només dues persones arribant a tretze l'any 1871.
L'any 1747 s'institueix el “Combregar General” “en compliment del precepte pasqual. Tenia lloc el diumenge el diumenge posterior a la Pasqua Florida i consistia en una solemne processó de la Parròquia de Santa Maria a l'Hospital on es donava el combregar als malalts. Es va mantenir fins a la II República (1931-1939) que prohibí les manifestacions externes de culte.

### Seglexix
L'hospital a més d'atendre als mataronins nats o empadronats a Mataró també tenia cura dels militars malalts o ferits que s'instal·laven a Mataró. També hagué de cuidar-se dels militars forasters quan com a principis del XIX les tropes napoleòniques envaeixen el país en l'anomenada Guerra del Francès (1808-1814).

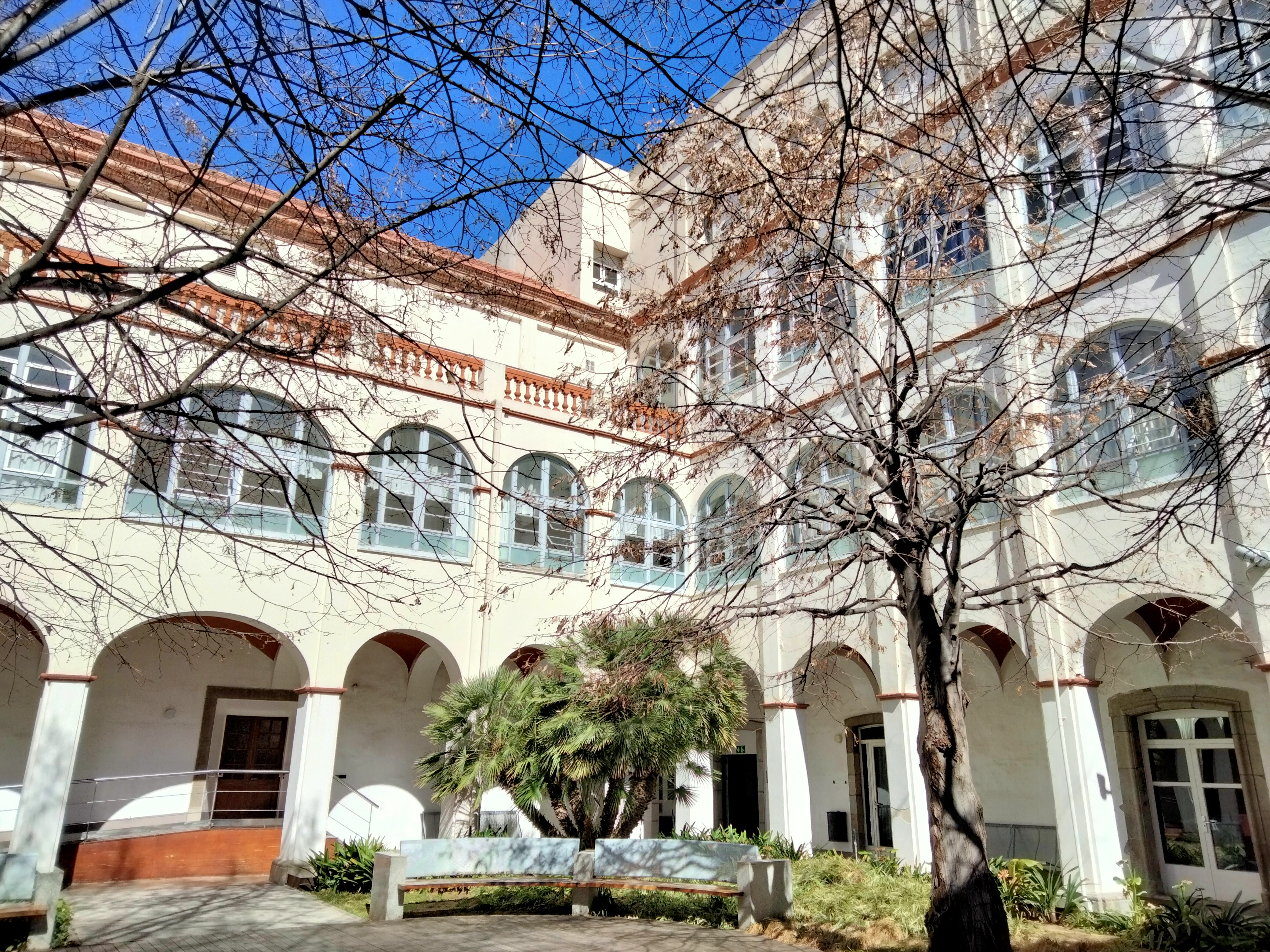
Pati en forma de claustre

L'Hospital gaudia de certs privilegis per obtenir ingressos com eren les funciones de teatre, balls, diversions, billars, arrendaments d'habitatges, enterraments i de donacions testamentàries o donatius.
Durant el terrible any de la pandèmia de còlera de 1834, l'Hospital va viure moments dramàtics. Hi moriria sor Ramona Novell i Bori, que era la superiora de les Germanes de la Caritat i mataronina de naixement.
El dia 2 de maig de l'any 1844 Mataró i l'Hospital va rebre la visita de la reina Maria Cristina de Borbó, que feu una donació de 500 rals de velló.
L'hospital oferia a tothom uns banys públics gràcies a que l'industrial Joaquim Coll i Regàs s'oferí sufragar el seu cost íntegrament i que foren inaugurats el dia de Sant Josep de l'any 1892.
Les Germanes de la Caritat, que havien arribat l'any 1803, deixen l'hospital l'any 1898, en què se n'ocupen a partir d'ara les Filles de la Caritat de Sant Vicenç de Paül, que ja no l'abandonarien i que avui dia encara estan presents a la ciutat en altres tasques assistencials.

### Segle XX

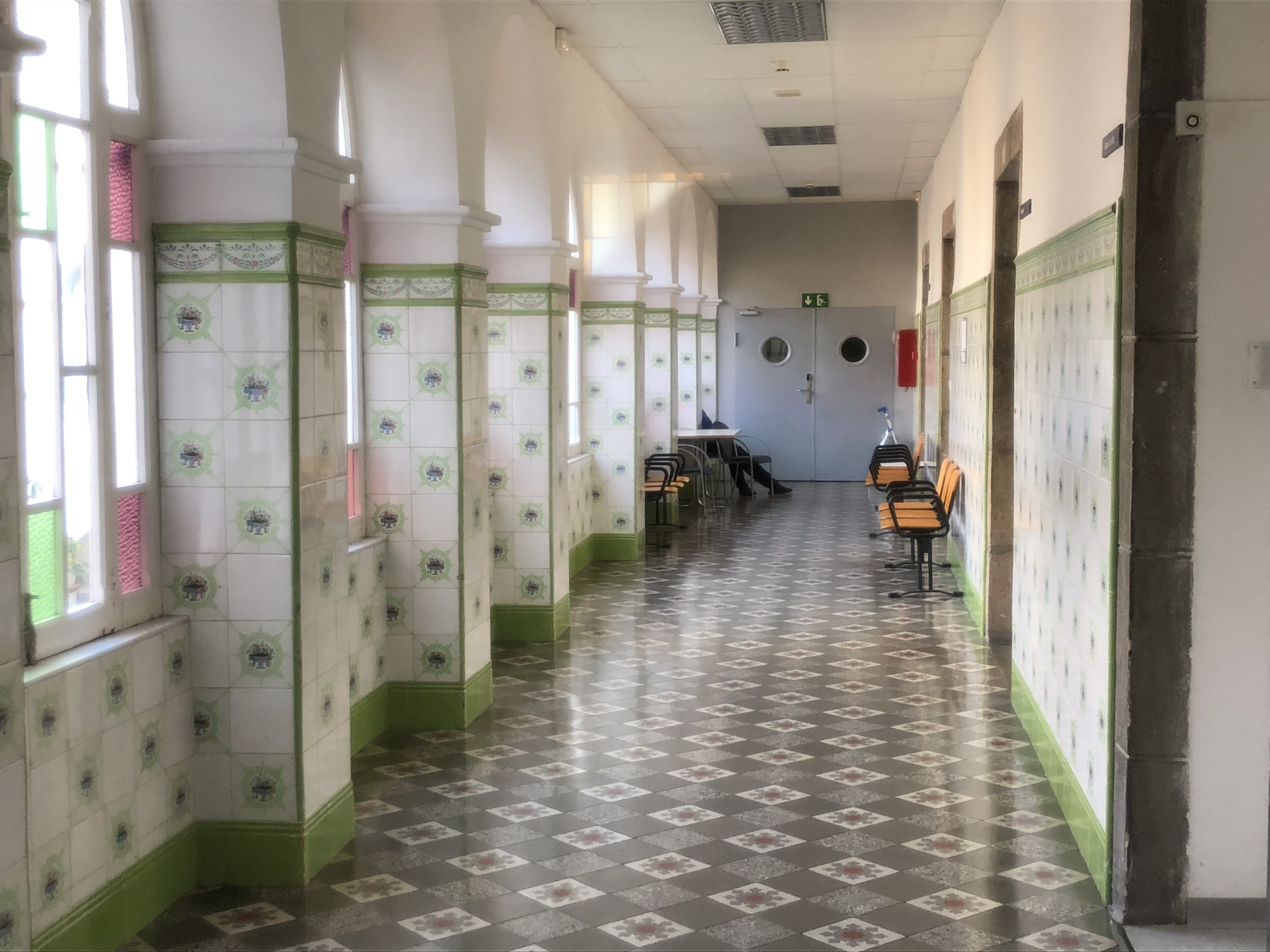
Galeria del 1r pis de l'hospital tancada i enrajolada el 1940

L'Hospital de Sant Jaume i Santa Magdalena de Mataró va seguir sent durant segles una institució benèfica. A l'any 1909 apareix a Mataró una institució privada, la Mutualitat Aliança Mataronina, que tindria una cobertura comarcal.
L'hospital, a més del patronatge de l'Ajuntament, va tenir un important valedor a principis del segle XX amb la Caixa d'Estalvis de Mataró.
Durant els anys de la Guerra Civil (1936-1939) l'hospital va seguir comptant amb el patronatge municipal bo i que es va prohibir tota manifestació i signes de caràcter religiós. Es va dir Hospital Civil.
Acabada la Guerra Civil tornaria a recuperar el seu caire benèfic i el nom original d'Hospital de Sant Jaume i Santa Magdalena. I es torna a celebrar el viàtic l'any 1940 interromput des de la II República.
L'hospital aniria fent la viu-viu com bonament podia –de caràcter benèfic– fins als anys 70 en que s'inicia una gran renovació interna que es materialitza entre el 1976 i 1990 amb la jerarquització dels serveis i la creació de serveis que de manera pionera s'incloïen dins de les prestacions d'un hospital comarcal com són els serveis de Patologia, d'Epidemiologia i Estadística amb la creació del primer registre informatitzat d'admissió i alta hospitalària, la incorporació de Salut mental en un hospital públic a través del servei de Psiquiatria i Psicologia, la Unitat d'atenció a Minories ètniques, etc. i que amb el pas dels anys –ara ja en democràcia– suposaren una profunda renovació sanitària que afavoriria la fusió de l'Hospital i la Clínica de l'Aliança Mataronina.
A l'Ajuntament hi manava el Partit dels Socialistes de Catalunya (PSC) i a la Generalitat de Catalunya la coalició Convergència i Unió (CiU) i gràcies a la “sociovergència” (pacte no escrit entre socialistes i convergents de treballar junts en determinats temes, com la Sanitat) va fer possible que s'unifiquessin esforços, encaminats a la fusió de les dues entitats. S'estableixen reunions entre polítics d'ambdós bàndols i amb representants de les dues institucions sanitàries com eren l‘Hospital i la Clínica de l'Aliança amb el Conseller de Sanitat, que intenta convèncer de treballar junts i posar condicions i anar tots en una mateixa direcció. Pel gener de l'any 1990, el conseller de Sanitat d'aleshores, Xavier Trias, ve a Mataró i es reuneix amb representants de l'Ajuntament, de l'Hospital i de la Clínica l'Aliança i els anuncia que Mataró tindrà un nou hospital. Ara calia materialitzar la fusió de les dues institucions, racionalitzar serveis i reduir plantilles sobredimensionades.
El nou ens que fa possible tirar endavant la fusió va ser el Consorci Sanitari de Mataró (CSM) que es crea pel mes de juny de 1990 sota la presidència de Manuel Mas i Estela, format per l'Ajuntament de Mataró, l'Hospital i la Clínica. La reducció de la plantilla va ser complicada, però al final s'arribà a conciliar posicions.
El progrés no té aturador i en la medicina tampoc. Pel maig del 1994 s'implanta la cirurgia sense ingrés gràcies a la qual no solament es va abaratir considerablement el cost de la despesa total sinó que va permetre un notable augment de les intervencions i un millor us dels llits d'hospitalització. Un dels projectes pioners de la sanitat a Catalunya va ser l'Estudi sobre els africans del Maresme (1996), que es va portar a terme entre el CSM i l'Hospital de Sant Joan de Déu de Barcelona.
El dissabte 11 de desembre de l'any 1998 s'inaugura oficialment l'Hospital de Mataró, a càrrec del president de la Generalitat de Catalunya, Jordi Pujol i Soley, l'alcalde de Mataró, Manuel Mas i Estela, el president del Consell Comarcal del Maresme, Joaquim Rey i Llobet i el president del Consorci Sanitari del Maresme, senyor Manuel Corredor i Burset.
Amb la inauguració del nou Hospital de Mataró l'antic Hospital de Sant Jaume i Santa Magdalena passaria com a centre sociosanitari a cobrir les necessitats dels malalts crònics, convalescència i pal·liatius, seguint així l'esperit del mandat del seu fundador mossèn Jaume Sala l'any 1644.

### Segle XXI
L'any 2020, el periodista i historiador Manuel Cusachs Corredor, sota el títol Història de l'Hospital St. Jaume i Santa Magdalena de Mataró, publica una extens estudi que finalitza amb la inauguració del nou hospital de Mataró
L'any 2020 la Fundació Hospital de Sant Jaume i Santa Magdalena de Mataró rebé la Creu de Sant Jordi per la contribució a la salut i al benestar social comunitari, amb la perspectiva d’una llarguíssima tradició de gairebé quatre segles.